# Chiesa di San Giovanni Evangelista (Brescia)
La chiesa di San Giovanni Evangelista è un luogo di culto cattolico situato nel centro storico di Brescia, in contrada San Giovanni, una traversa di corso Mameli. È una delle chiese più antiche della città e fa da prezioso scrigno a prestigiose opere d'arte, soprattutto pittoriche, fra le quali spicca la Cappella del Santissimo Sacramento con affreschi e tele dei pittori Romanino e Moretto.

## Storia
Si ipotizza che il primo nucleo architettonico possa essere datato all'inizio del V secolo. Le prime tracce sono comunque più antiche, del IV secolo, in epoca tardo-imperiale romana. Nel 390, infatti, viene eletto Vescovo di Brescia San Gaudenzio, successore di San Filastrio, il quale, rientrato dalla terra santa con molte reliquie, fonda qui la terza basilica bresciana con il titolo di Concilium Sanctorum, consacrata nel 400 o 402. È questo il primo nucleo architettonico della chiesa e doveva essere molto grande, a tre o cinque navate, come del resto tutti gli edifici paleocristiani. Alla consacrazione convennero numerosi vescovi e dignitari, secondo la testimonianza dello stesso Gaudosio. Negli anni successivi, sia il Concilium Sanctorum sia una già esistente chiesa di San Giovanni lì vicina furono distrutte dai barbari e un successivo tempio dedicato ai Santi Giovanni Battista ed Evangelista sorse in poco tempo sulle macerie. Dopo gli incendi subiti nel 1096 e nel 1144, nel 1151 ebbe inizio la prima riedificazione. Nel 1173 la chiesa fu elevata a Parrocchia e venne eretto un ospedale. Dall'XI al XIV secolo la chiesa venne officiata da un gruppo di canonici capeggiati da un prevosto, sottomessi alla regola di vita di Sant'Agostino. Nel 1237, finalmente, la chiesa, che aveva già assunto dimensioni e influenza notevoli, viene compresa nella nuova cinta muraria. Nel 1440-47 ebbe luogo un'ulteriore riedificazione e l'aggiunta dei due chiostri; il governo della chiesa venne affidato ai Canonici regolari di San Salvatore di Venezia, dando il via a un florido periodo per la vita di comunità e per l'arricchimento della chiesa di opere illustri.
Seguirono modifiche architettoniche di varia entità all'interno, la più rilevante delle quali fu eseguita in epoca barocca dal 1651 per circa venticinque o trent'anni su progetto del milanese Girolamo Quadri, che annullò l'aspetto gotico. Dalla soppressione del Capitolo, avvenuta nel 1771, la chiesa è affidata al clero diocesano. Durante il 2008-2009 la facciata e la Cappella del Santissimo Sacramento hanno subito un attento restauro conservativo.

## Struttura

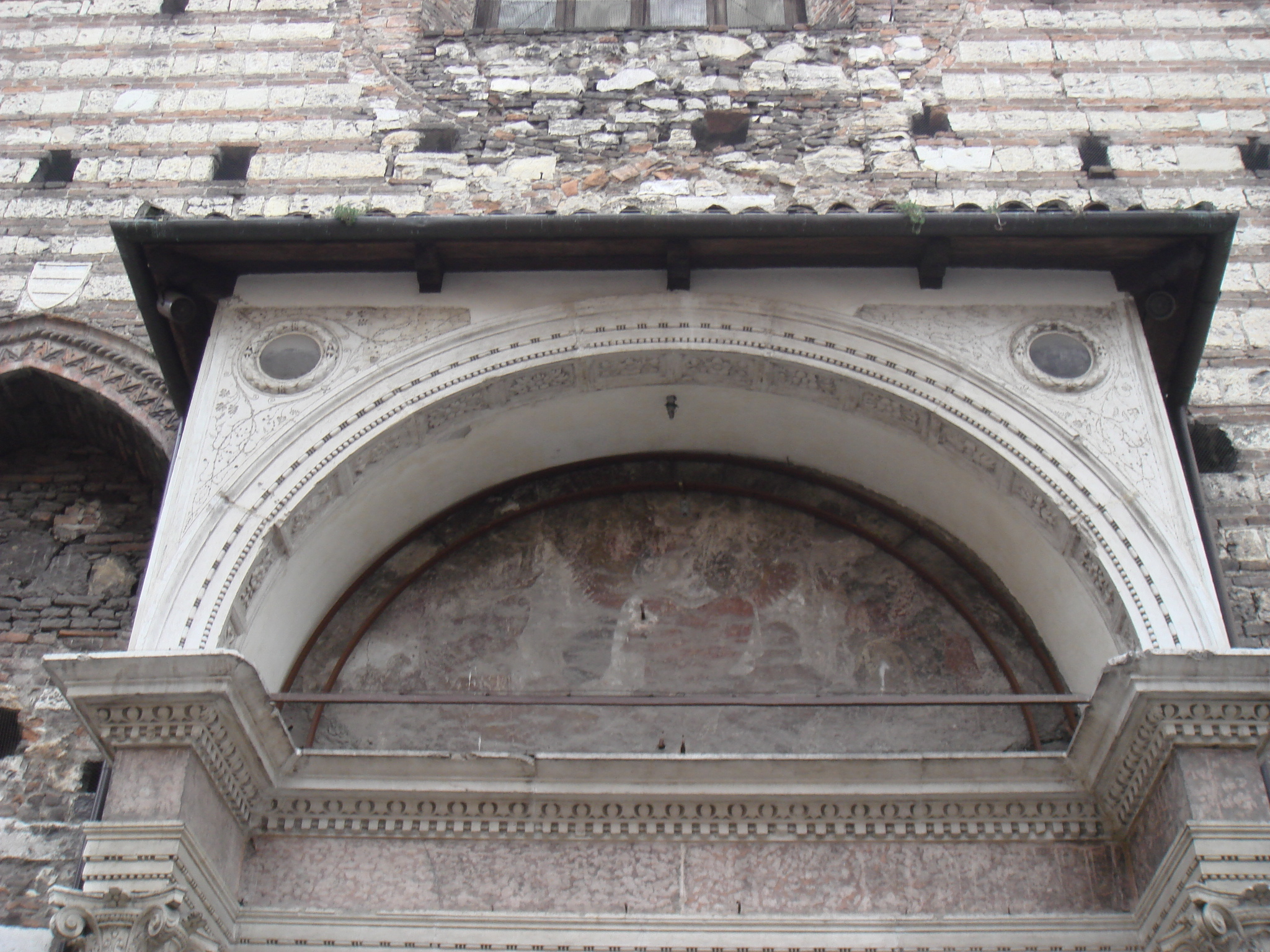
Particolare del portale

La facciata, principalmente in stile gotico, è caratterizzata dalla sovrapposizione dei vari stili che ne hanno influenzato la realizzazione, quasi allo stesso modo della facciata della chiesa di Santa Maria del Carmine. Il primitivo rivestimento quattrocentesco a ricorsi regolari in mattoni rossi e pietra bianca, senz'altro dominante, è il fondale di interventi successivi, fra cui la sostituzione del rosone originario, di cui rimane una traccia, con un rettangolare finestrone rinascimentale. Altra aggiunta successiva, dell'inizio del XVI secolo, è il bel portale in pietra con arco su colonne, attribuito a Filippo Grassi di Milano. Gli archi che lo affiancano appartenevano ad antiche tombe nobiliari: quello in cotto è il resto di una tomba Maggi, mentre quello in marmo è l'avanzo di un sepolcro della famiglia Paitone. Il campanile è anch'esso romanico e presenta su un lato nuovamente il rivestimento a corsi di pietra e mattoni alternati.
Internamente, la chiesa si articola su un impianto a croce latina a tre navate, una centrale e due laterali più strette divise dalla precedente attraverso cinque imponenti pilastri per lato. I pilastri originari della struttura gotica, in cotto, furono inglobati in quelli odierni in pietra. La croce latina non è molto evidente e si ha un accenno di transetto prima del presbiterio, in corrispondenza della cupola centrale, occupato a sinistra dalla Cappella del SS. Sacramento e a destra dalla cappella della Madonna del Tabarrino. La copertura è costituita da una volta a botte, che sostituì l'originario tetto a spiovente scoperto. L'abside poligonale è invece l'unico elemento strutturale della chiesa rimasto intatto durante i vari rifacimenti. Delle varie cappelle e altari laterali solamente due non fanno parte della struttura originaria: la Cappella del SS. Sacramento, che sostituì nel 1509 la preesistente cappella del Crocifisso, e la cappella della Madonna del Tabarrino, che Agostino Avanzo sostituì alla Cappella di San Gaudenzio. La Cappella di Santa Maria, invece, annessa alla chiesa a nord della Cappella del SS. Sacramento, sarebbe in assoluto la più antica: la struttura attuale è del XV secolo, ma è probabile che fu costruita sull'originario Concilium Sanctorum.

## Opere

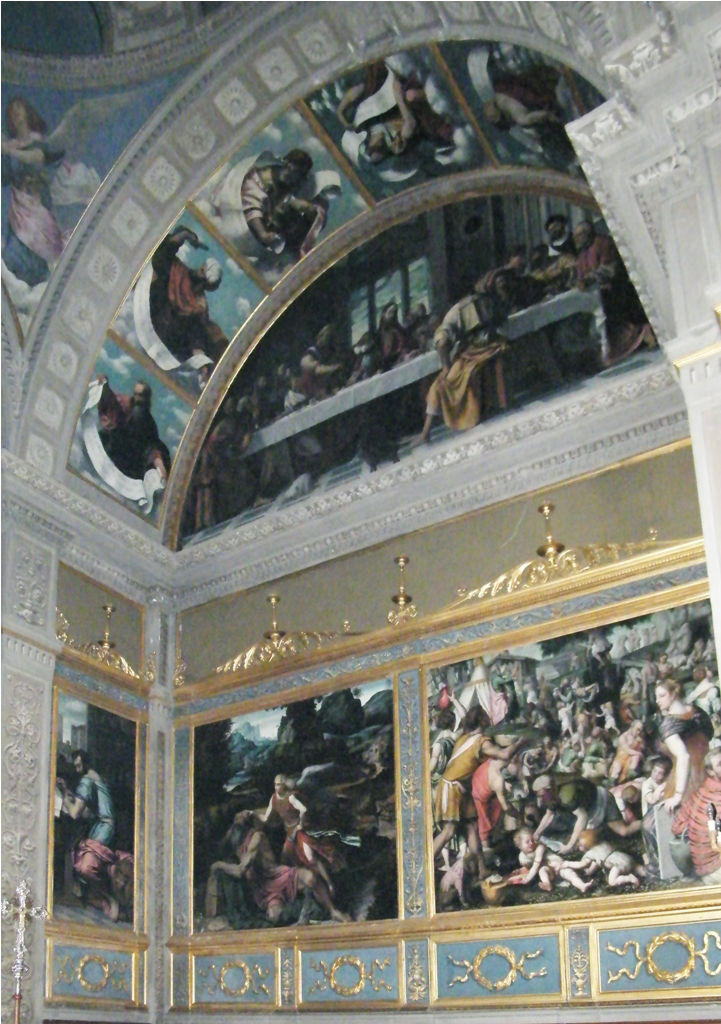
Elia confortato dall'angelo - La raccolta della manna (Il Moretto)

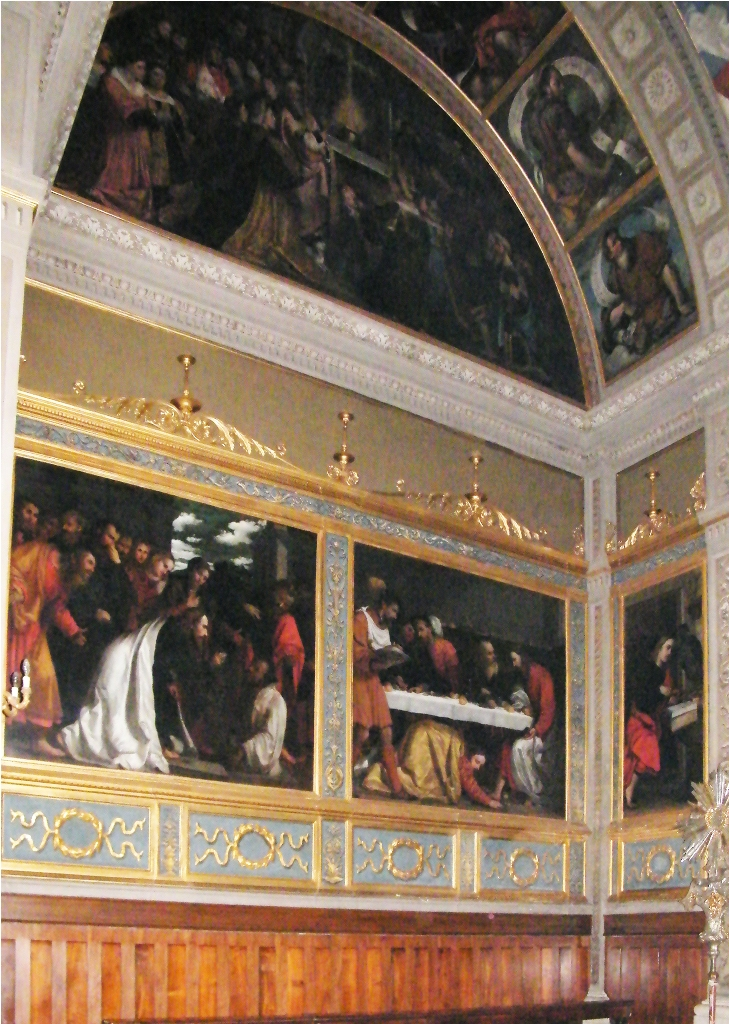
Resurrezione di Lazzaro - Cena in casa del Farieseo (Romanino)

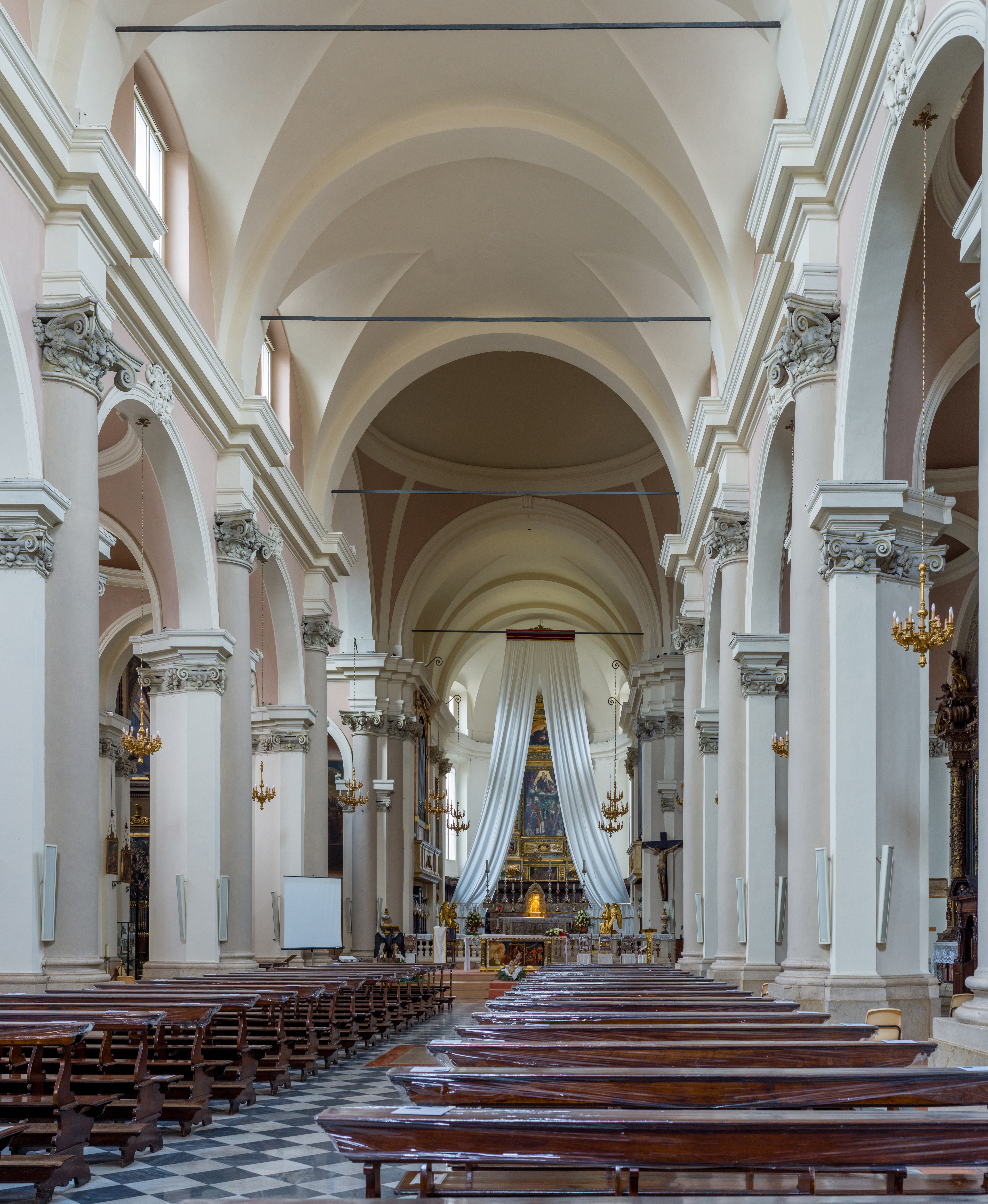
Interno della chiesa

È parere comune che la chiesa di San Giovanni sia una delle chiese bresciane più importanti dal punto di vista artistico. L'edificio, infatti, ospita numerosissimi capolavori soprattutto pittorici, tra cui l'importante cappella del Santissimo Sacramento. Degni di particolare nota sono: l'Assunta di Francesco Paglia, autore bresciano seicentesco (primo altare a destra); la Strage degli innocenti del Moretto con soasa di Stefano Lamberti (terzo altare a destra); il grande altare delle Reliquie di Gaspare Bianchi (quarto a destra); Nascita del Battista, di Grazio Cossali (altare di fondo della navata destra); la pala d'altare Maria col Bambino, angeli e santi del Moretto con soasa attribuita a Stefano Lamberti; le quattro originali ante dell'organo dipinte nuovamente dal Moretto, appese sulle pareti del presbiterio, una a sinistra e tre a destra; Imposizione del nome al Battista, di Grazio Cossali (altare di fondo della navata sinistra; la Sacra conversazione del Romanino (quarto altare a sinistra); Sante Cecilia, Caterina e Lucia di Giuseppe Nuvolone (terzo a sinistra) e lo Sposalizio della Vergine del Romanino, commissionato dai Martinengo (parete sinistra del battistero). Tutte le lunette sormontanti gli altari, anche sopra la Stele di Paolo VI (vedi dopo), sono opere di Salloni, della metà del Seicento.
Fra le opere di tipo non pittorico si ricorda il coro, molto semplice, che presenta eleganti sculture a separazione dei vari stalli ed è databile al primo Cinquenceto. Seguono l'ambone, decorato da un'aquila nera, scultura in legno risalente al Quattrocento rappresentante il simbolo dell'Evangelista Giovanni, anticamente collocata sul portale d'ingresso al convento, e l'organo, originariamente un Facchinetti del 1517 e oggi, dopo una decina di rifacimenti, un Maccarinelli del 1940. All'esterno della chiesa si trova anche l'armonioso chiostro della fine del Quattrocento, a doppio loggiato.
Si segnalano due opere contemporanee di valore: la Statua del Sacro Cuore di Gesù (secondo altare a sinistra), opera del 1955 dei fratelli Poisa, e la Stele di Paolo VI del pistoiese Enrico Savelli, opera d'arte moderna in marmo (all'inizio della navata destra).

### Cappella del Santissimo Sacramento
Si tratta dell'opera pittorica più prestigiosa qui conservata e forse la più importante in Brescia assieme al Polittico Averoldi di Tiziano nella collegiata dei Santi Nazaro e Celso. Sicuramente, comunque, è il più importante ciclo di pittura del rinascimento bresciano. La cappella del Santissimo Sacramento, costruita nel 1509, rimase per lo più priva di decorazioni per circa un decennio, fino a che la Confraternita del Santissimo Sacramento, il 21 marzo 1521, chiamò i due importanti autori Romanino e Moretto per realizzare un ciclo pittorico di qualità unica. il "duello" artistico durò fino alla metà del secolo e il risultato fu la rappresentazione dell'interno senso dell'arte bresciana del periodo. La cappella si compone di tre nicchie, una di fondo e due laterali, sormontate da tre rispettive lunette al di sotto della volta di copertura. I dipinti del Moretto sono quelli sulla parete destra: la Raccolta della Manna, Elia confortato dall'angelo, i due evangelisti Luca e Marco, L'ultima cena nella lunetta e sei Profeti nel sottarco. Le opere del Romanino occupano invece il lato sinistro: la Resurrezione di Lazzaro, la Cena in casa del fariseo, gli evangelisti Matteo e Giovanni, la Messa di san Gregorio nella lunetta e nuovamente sei Profeti nel sottarco. Le scene del Moretto appartengono all'Antico Testamento, mentre quelle del Romanino sono episodi del Nuovo Testamento. Nell'insieme, le varie opere sono legate fra loro da una scelta comune di fondo di tipo catechetico: si ha la rappresentazione del dialogo fra Dio e gli uomini attraverso i profeti, della testimonianza della sua esistenza grazie agli Evangelisti e di alcuni episodi centrati sul mistero eucaristico. La parete di fondo è occupata dall'altare del SS. Sacramento ospitante la preesistente Deposizione di Bernardo Zenale, anch'essa opera di notevole valore. La cornice in legno è di Stefano Lamberti, mentre la lunetta soprastante ospita un'Incoronazione della Vergine del Moretto.

### Cappella della Madonna del Tabarrino

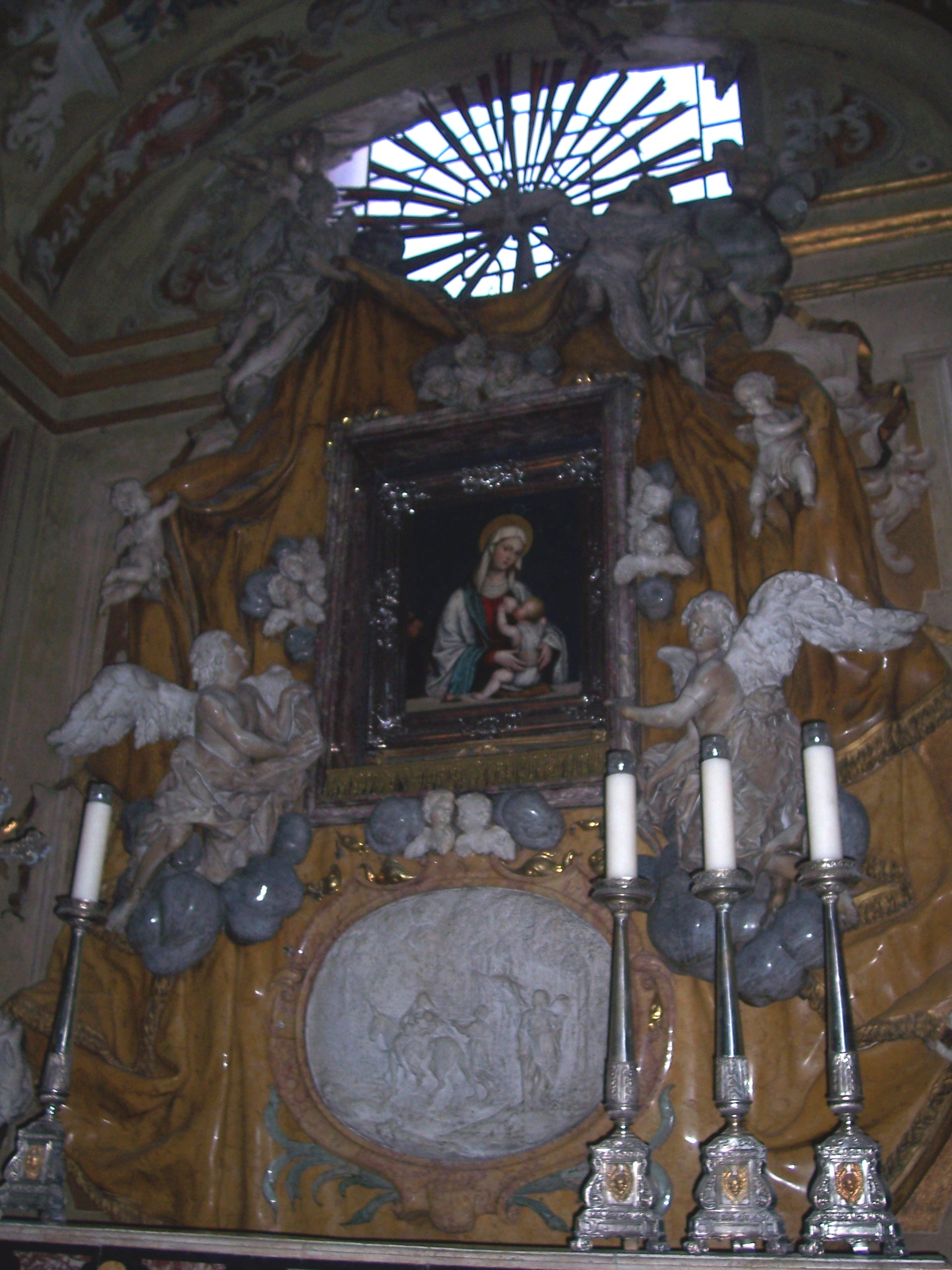
L'altare della Madonna del Tabarrino di Antonio Callegari

Il locale, costruito all'inizio del Seicento da Agostino Avanzo, nacque per ospitare la tela riproducente una Madonna che allatta il Bambino, fedele copia della miracolosa immagine conservata nella cappella di Santa Maria (vedi dopo). La tela, già attribuita al Moretto, è stata poi considerata dal critico dell'arte Simone Facchinetti opera giovanile del Moroni negli anni in cui era alunno del Moretto. La tela veniva sovente portata in processione per scongiurare la siccità e si tramanda che, ancor prima del rientro in chiesa, cominciasse a piovere, obbligando così i partecipanti alla processione a indossare il tabarro, un lungo mantello. L'immagine è venerata il 2 febbraio, il giorno della Purificazione di Maria o Candelora. La cappella fu rimodernata nel Settecento da Antonio Calegari, che affrescò la volta e realizzò lo scenografico altare decorato da un fondale di angeli e nuvole poggianti su un sontuoso panno di marmo giallo. In alto è posta la colomba del Santo Spirito, mentre sotto il quadro è posto un bassorilievo rappresentante la fuga in Egitto della Sacra Famiglia. I vari putti e lo stesso bassorilievo sono opera del fratello di Antonio Calegari, Alessandro Calegari. A sinistra, nel lunettone, si ha una Natività di Maria di Francesco Paglia, mentre il lunettone di destra è decorato dalla Presentazione di Gesù al Tempio di Giuseppe Nuvolone, opera notevole e ricca di luce.

### Cappella di Santa Maria
Il locale, posto a nord della Cappella del SS. Sacramento, ha avuto diverse denominazioni e utilizzi nel corso dei secoli. Originariamente non nacque certo come tale e si può forse ricollegare alla primitiva basilica paleocristiana fondata da San Gaudenzio nel V secolo, come già accennato. Nel Quattrocento lo spazio era utilizzato dalla Confraternita dei Devoti alla Vergine, che lo fece affrescare con un ciclo di scene tratte dalla vita di Maria. Si trova qui, sulla parete nord, la miracolosa immagine della Madonna copiata dal Moretto sulla sua tela della Madonna del Tabarrino, anche se resta indefinito l'autore dell'affresco originale. L'immagine, fra l'altro, era considerata perduta e fu ritrovata solo nel corso dei restauri degli anni sessanta del Novecento. Le pitture più antiche, due Madonne in Trono e due gruppi di Santi con devoti, sono datate 1486 e sono opera di Paolo da Caylina il Vecchio, mentre i riquadri su due ordini con scene della vita di Maria e le due lunette dell'abside sono di Paolo da Caylina il Giovane, databili alla prima metà del Cinquecento. Opera di inizio Cinquecento di Floriano Ferramola è invece l'affresco della volta, con i quattro Evangelisti, i loro simboli e i Padri della Chiesa Latina: Gregorio Magno, Sant'Ambrogio, San Girolamo e Sant'Agostino.

## Organo
Nella chiesa si trova un organo a canne costruito nel 1940 da Armando Maccarinelli ed ampliato nel 1994 da Inzoli-Bonizzi. Esso, a trasmissione elettrica, sostituisce una serie di strumenti, il più antico dei quali risaliva al 1571. Lo strumento attuale, è collocato entro una cassa barocca dipinta a finto marmo situata sulla parete sinistra del presbiterio; la consolle, invece, è situata nel transetto di destra. L'organo ha due tastiere di 61 tasti ciascuna ed una pedaliera concavo-radiale di 32 pedali.

## Galleria d'immagini

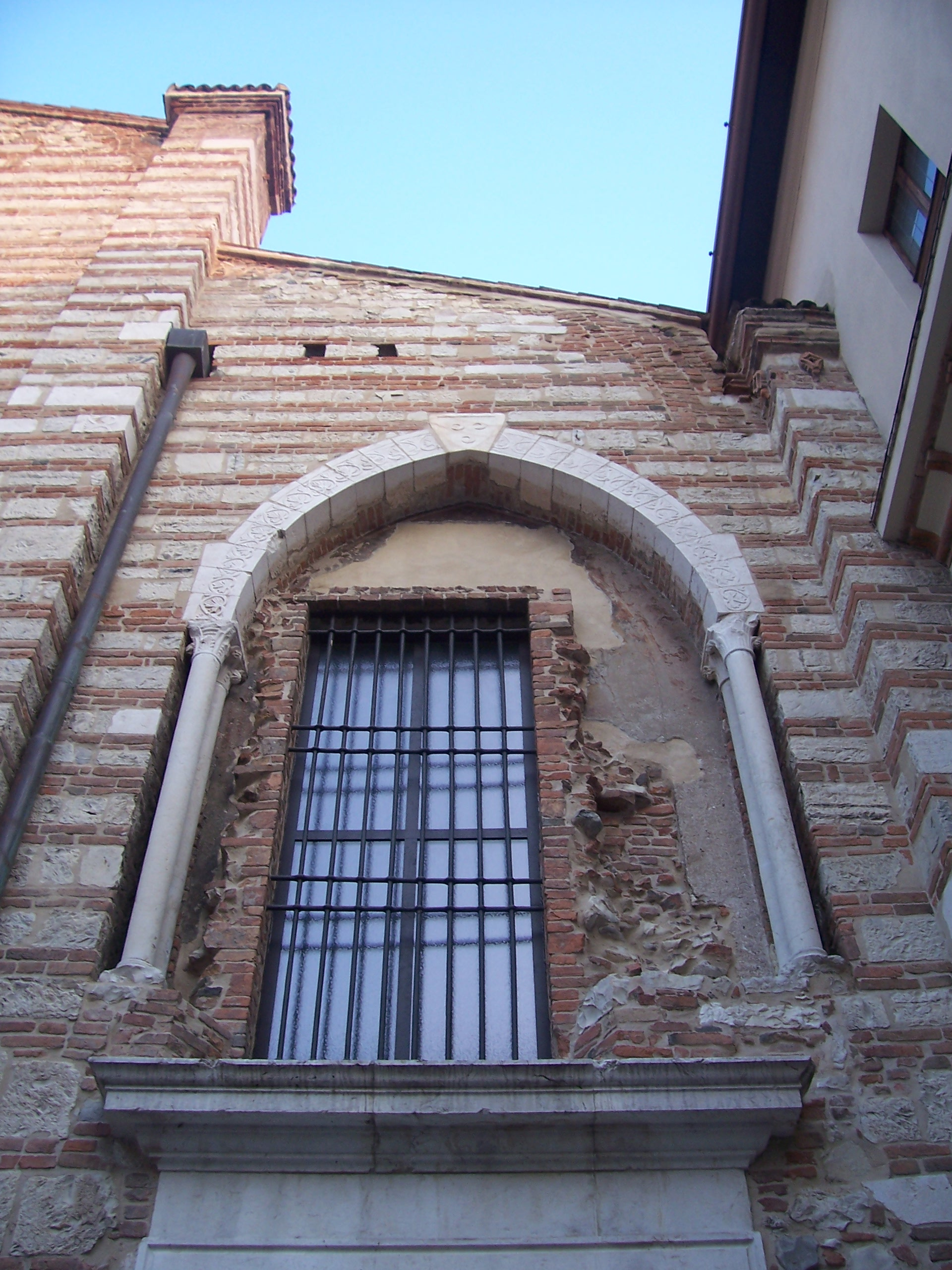
I resti della tomba Paitone
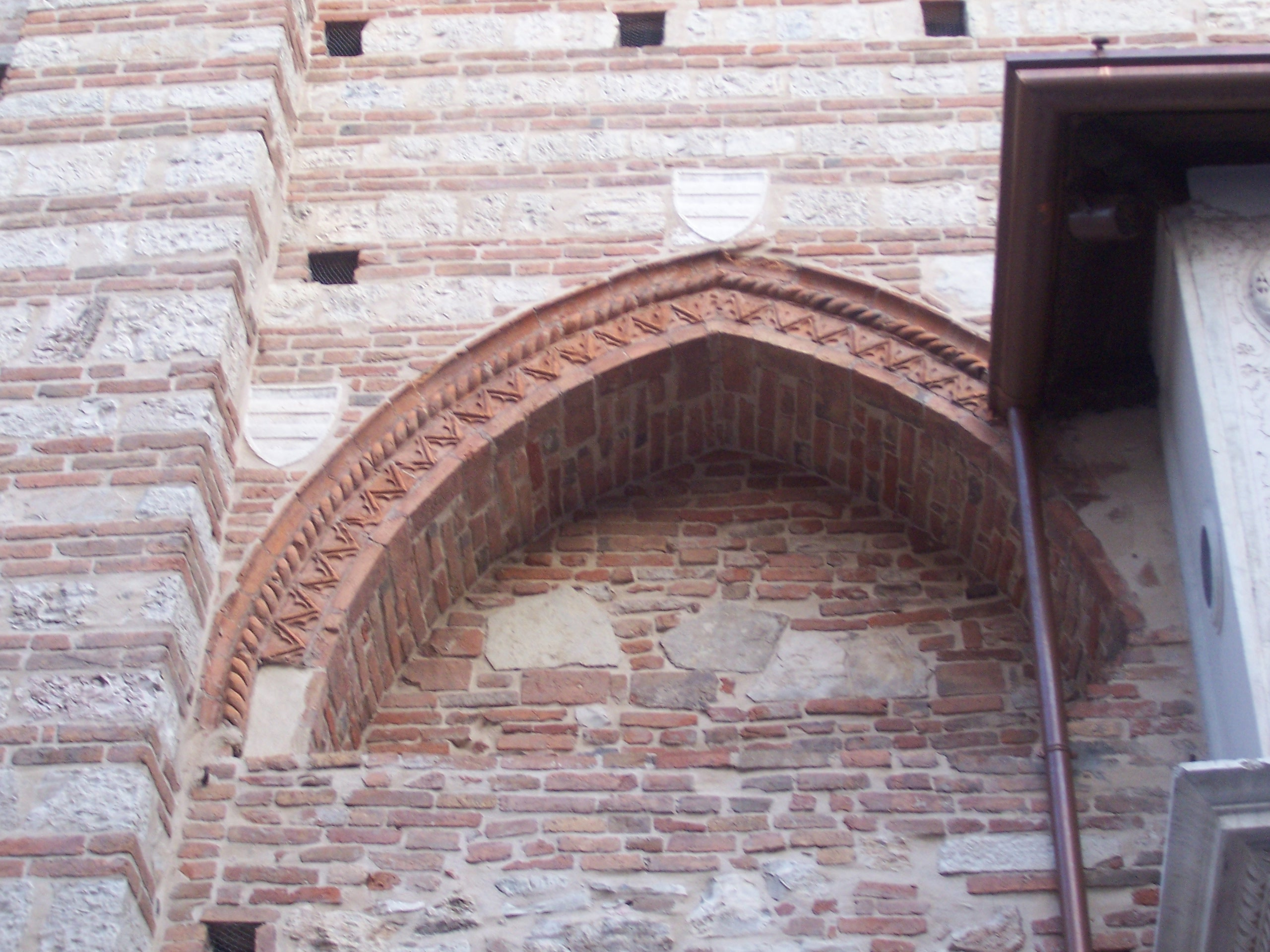
I resti della tomba Maggi
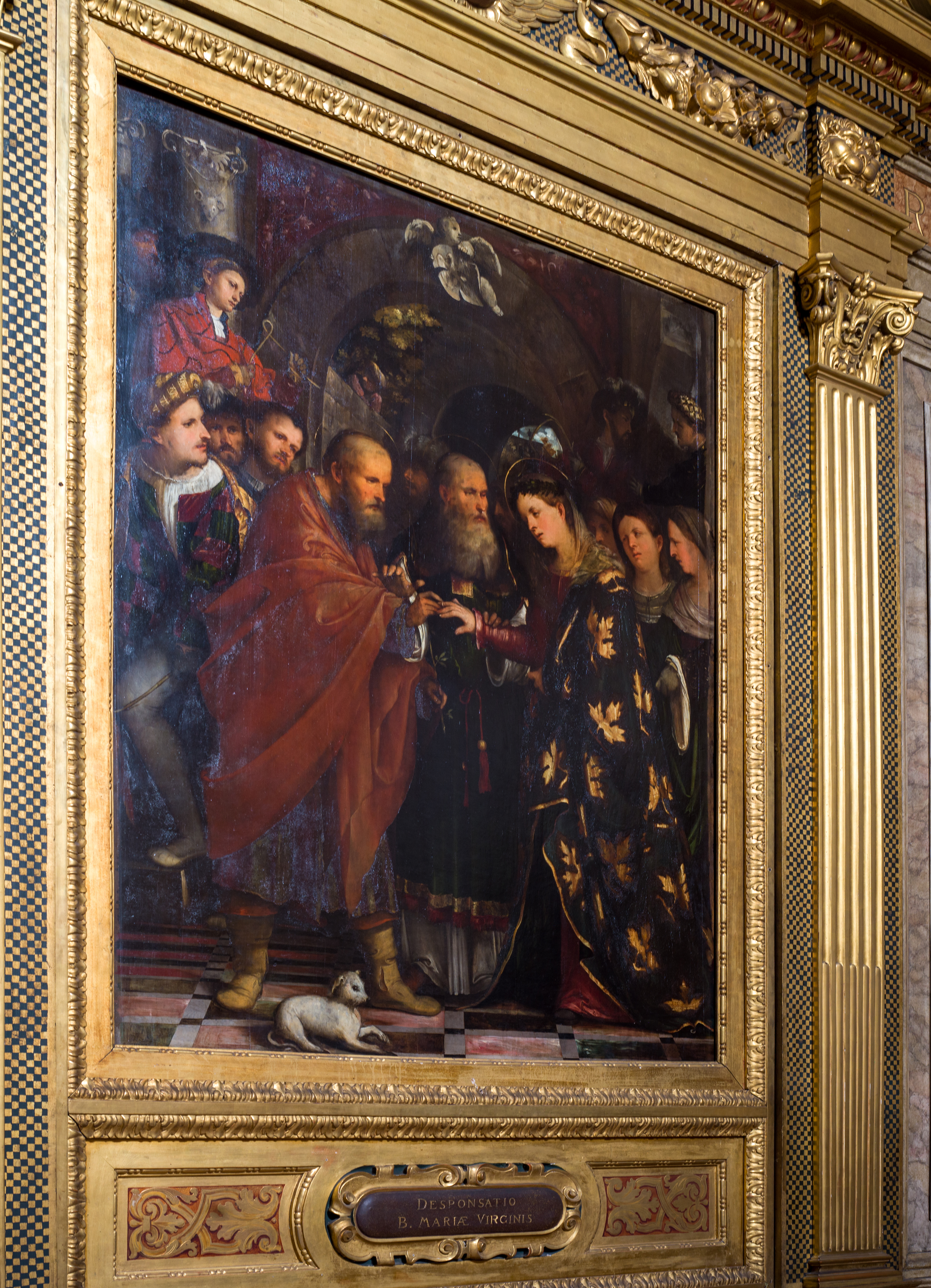
Sposalizio della Vergine del Romanino
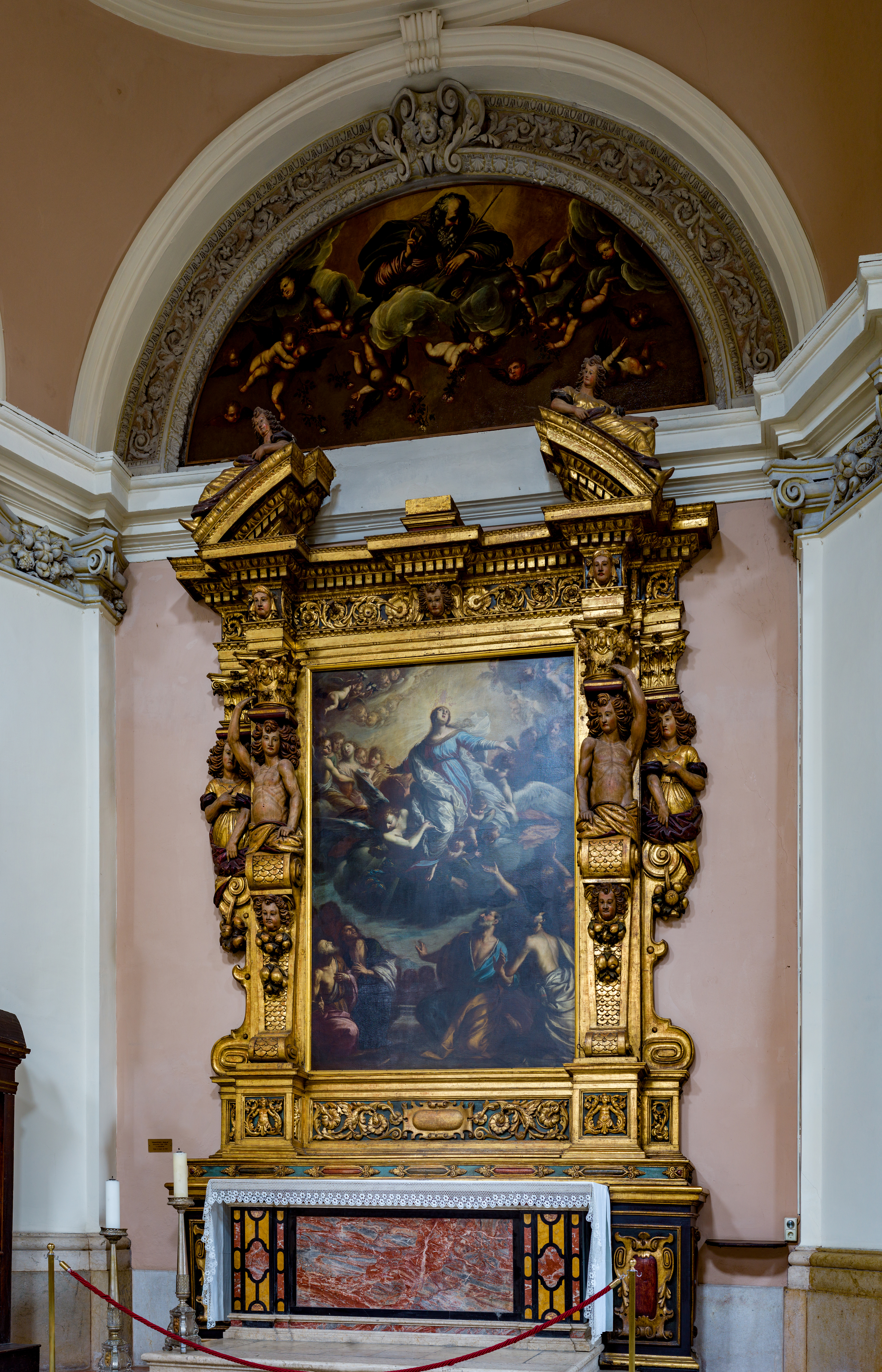
Altare dell'Assunta di Francesco Paglia
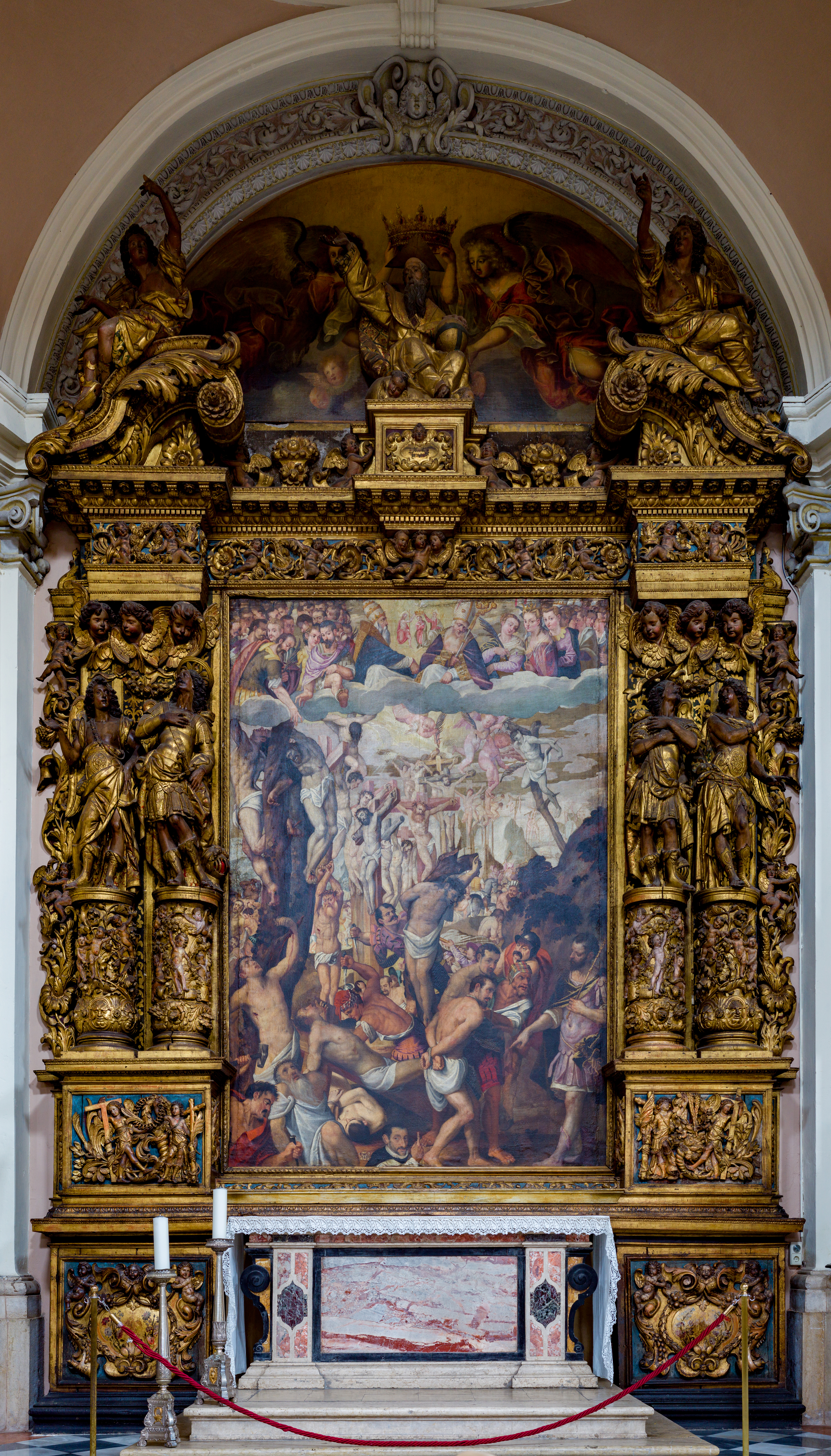
Altare "Diecimila martiri" di Angelo Everardi
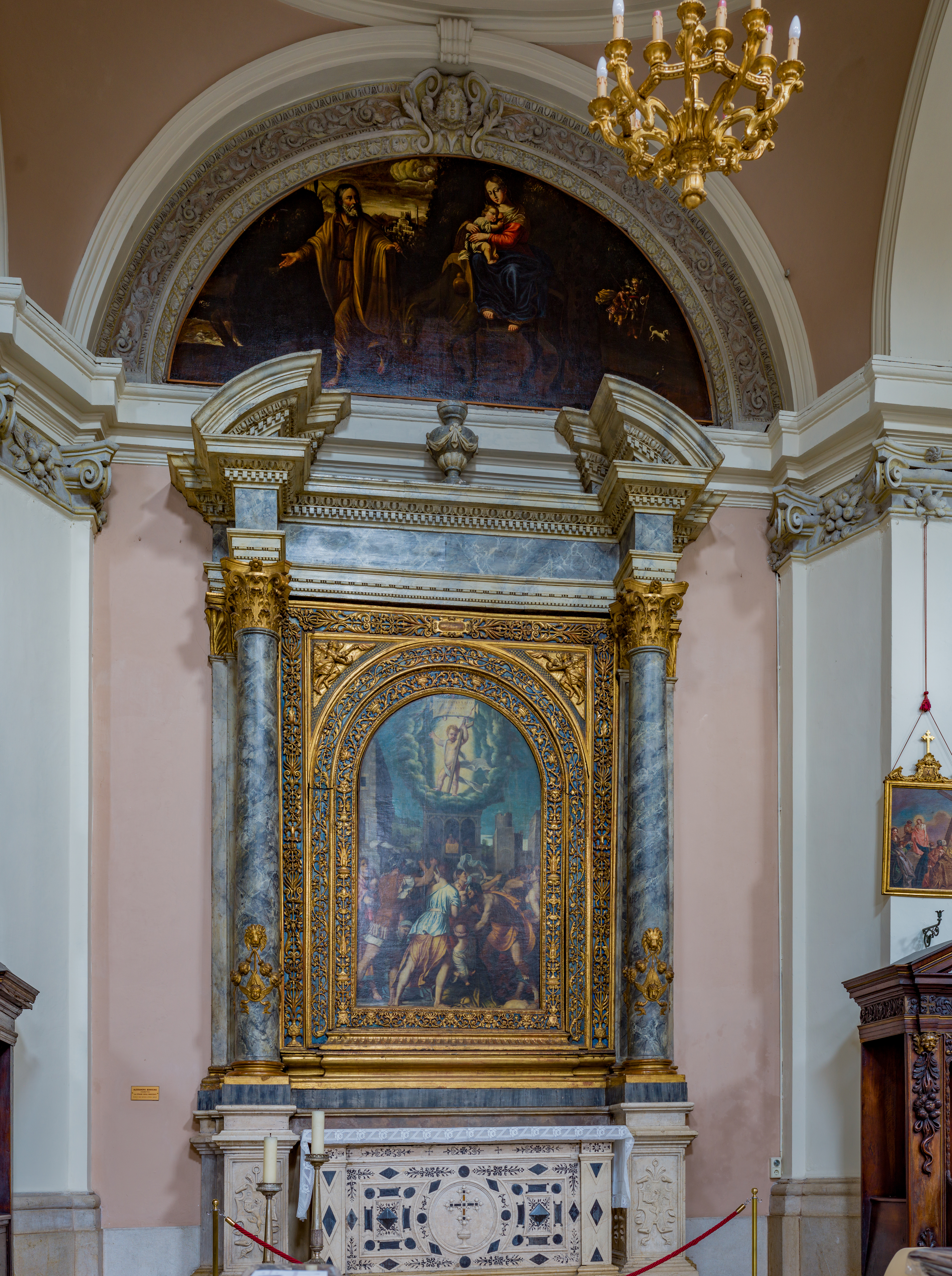
La strage degli innocenti del Moretto.
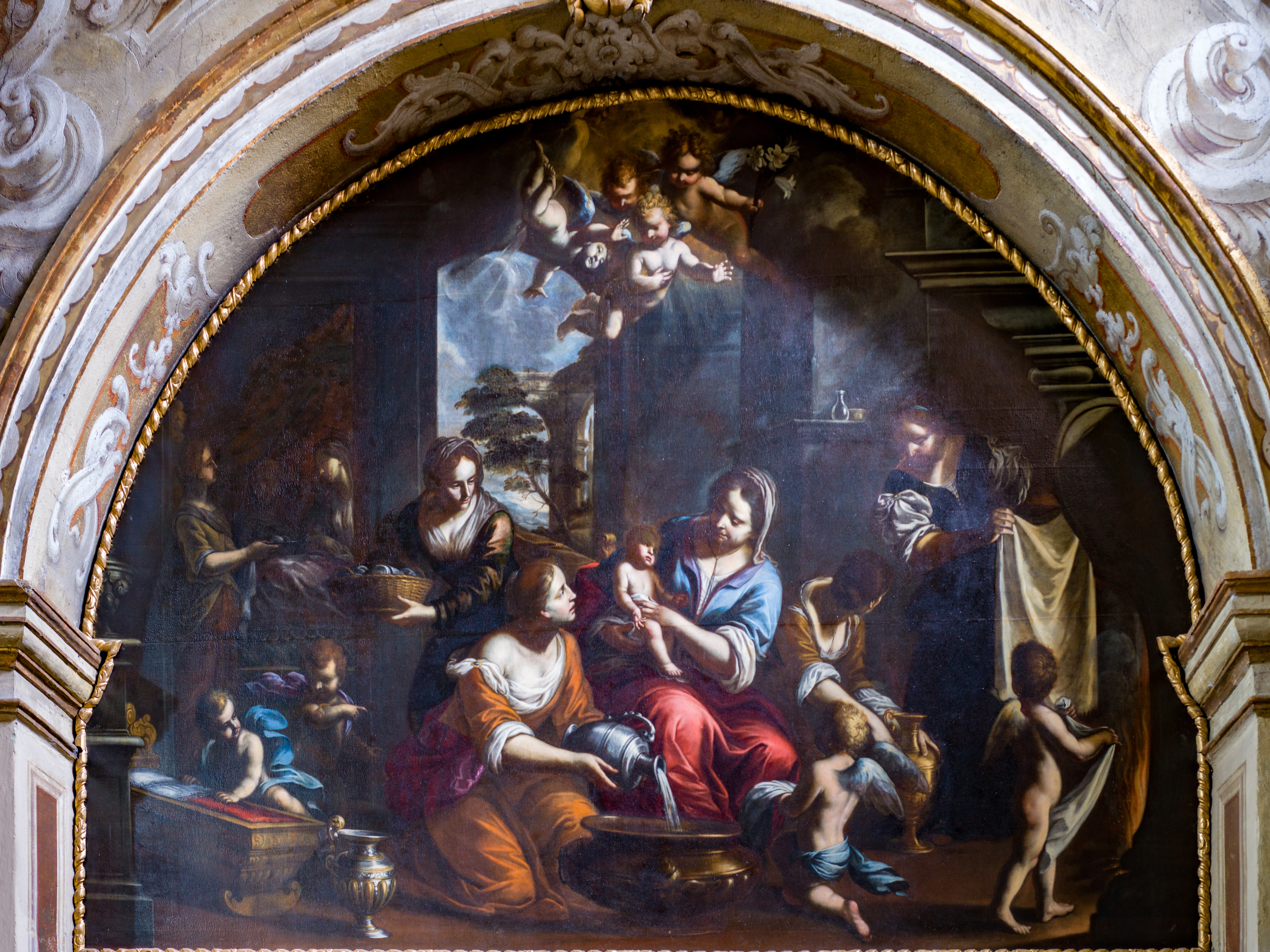
Nascita di Maria di Francesco Paglia
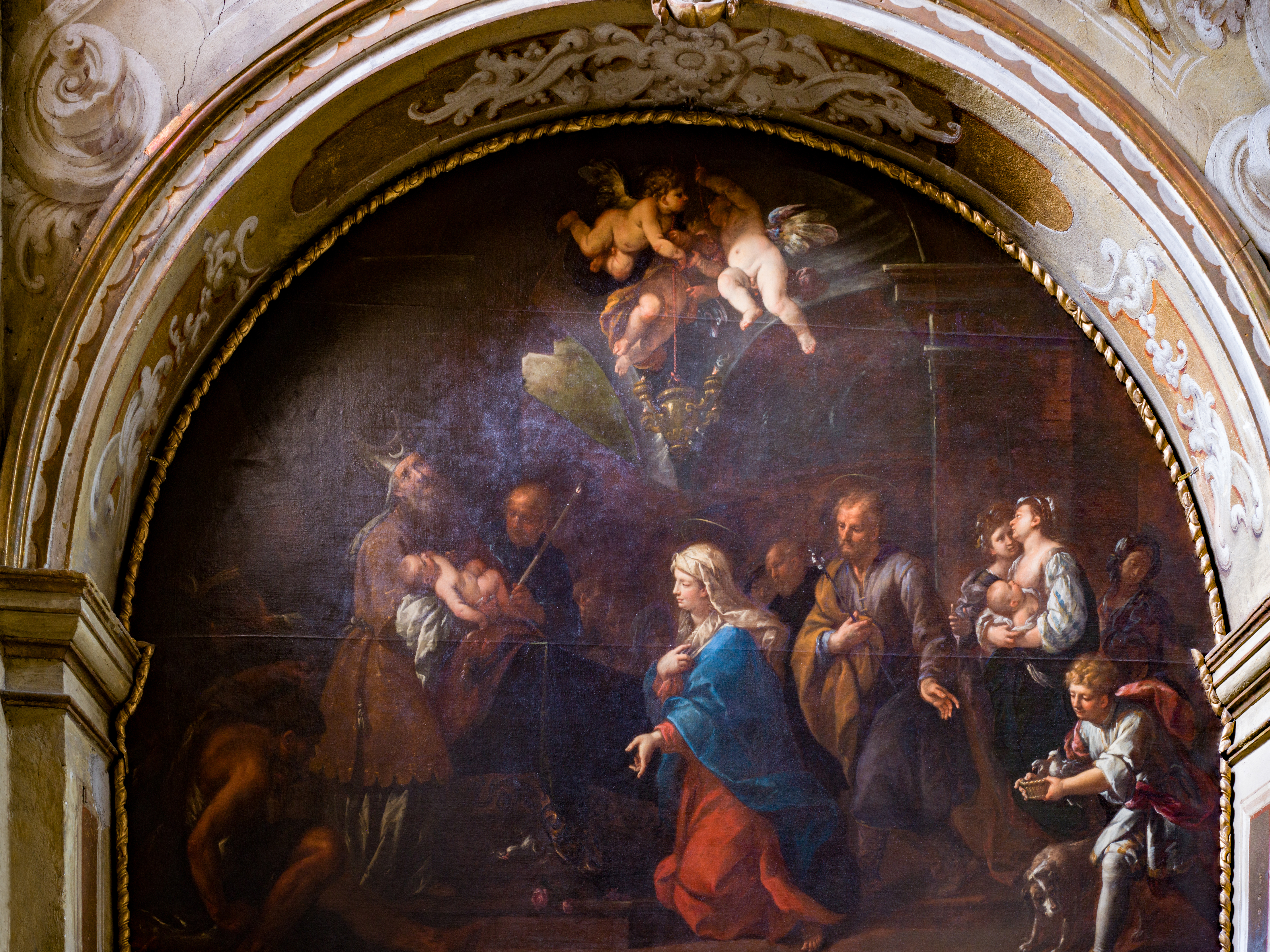
Purificazione di Maria di Giuseppe Nuvolone
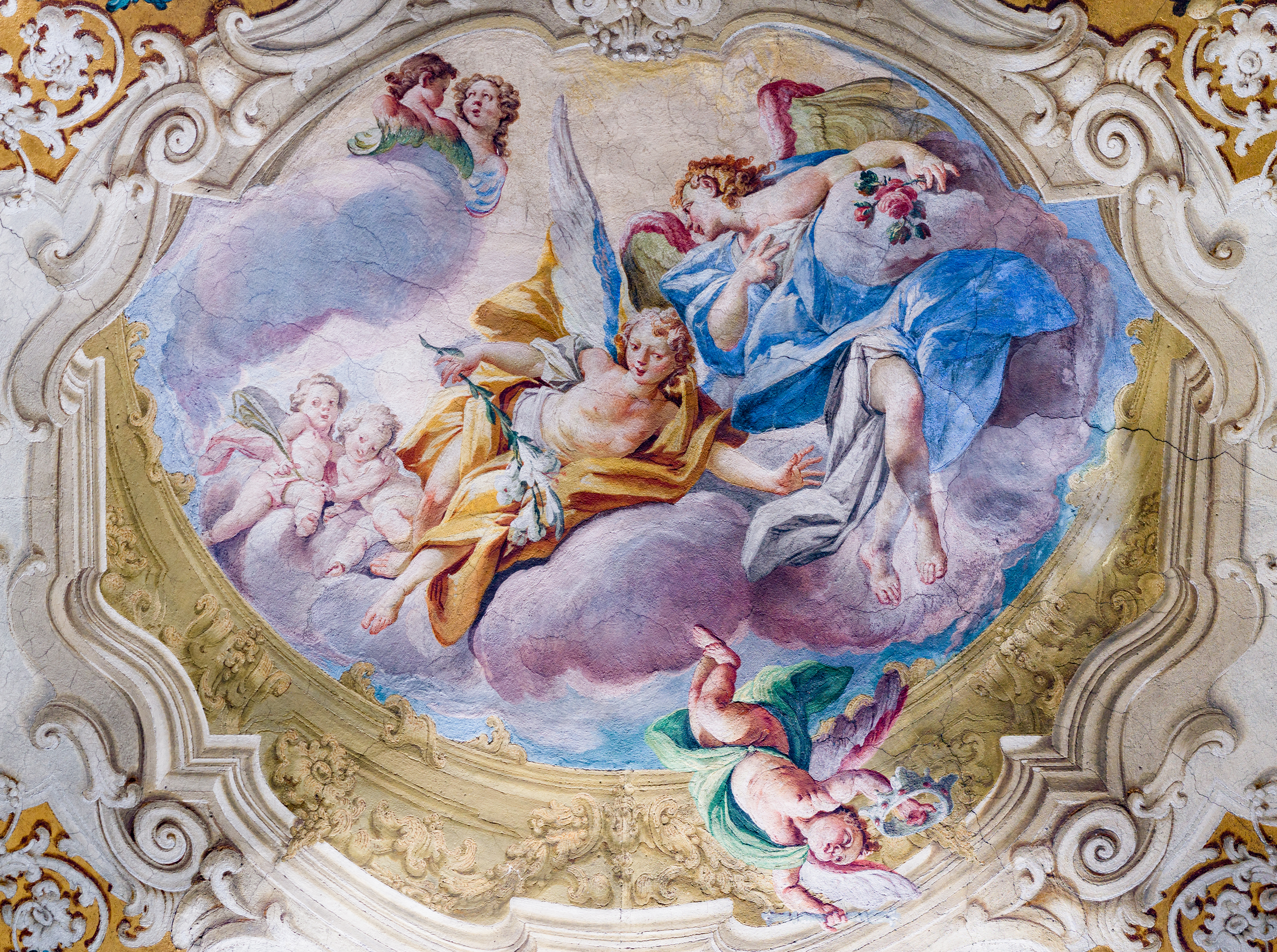
Volta della Cappella Madonna del Tabarrino  di Antonio Calegari